# Billionaire
Billionaire is een single van Travie McCoy (van Gym Class Heroes) in samenwerking met Bruno Mars. De single behaalde de eerste positie in de Nederlandse Top 40, maar wist dat maar één week vol te houden. De laatste keer dat een single in de Nederlandse Top 40 maar één week op nummer 1 wist te staan, was Op weg naar geluk van Jan Smit in 2007. In de Single Top 100 was #4 de hoogste notering voor de single.
"Billionaire" werd door de cast van de Amerikaanse televisieserie Glee vertolkt in september 2010, in de eerste aflevering van het tweede seizoen.

## Hitnoteringen

### Nederlandse Top 40
| Hitnotering: 03-07-2010 t/m 23-10-2010 | Hitnotering: 03-07-2010 t/m 23-10-2010 | Hitnotering: 03-07-2010 t/m 23-10-2010 | Hitnotering: 03-07-2010 t/m 23-10-2010 | Hitnotering: 03-07-2010 t/m 23-10-2010 | Hitnotering: 03-07-2010 t/m 23-10-2010 | Hitnotering: 03-07-2010 t/m 23-10-2010 | Hitnotering: 03-07-2010 t/m 23-10-2010 | Hitnotering: 03-07-2010 t/m 23-10-2010 | Hitnotering: 03-07-2010 t/m 23-10-2010 | Hitnotering: 03-07-2010 t/m 23-10-2010 | Hitnotering: 03-07-2010 t/m 23-10-2010 | Hitnotering: 03-07-2010 t/m 23-10-2010 | Hitnotering: 03-07-2010 t/m 23-10-2010 | Hitnotering: 03-07-2010 t/m 23-10-2010 | Hitnotering: 03-07-2010 t/m 23-10-2010 | Hitnotering: 03-07-2010 t/m 23-10-2010 | Hitnotering: 03-07-2010 t/m 23-10-2010 | Hitnotering: 03-07-2010 t/m 23-10-2010 |
| Week                                   | 1                                      | 2                                      | 3                                      | 4                                      | 5                                      | 6                                      | 7                                      | 8                                      | 9                                      | 10                                     | 11                                     | 12                                     | 13                                     | 14                                     | 15                                     | 16                                     | 17                                     |                                        |
| -------------------------------------- | -------------------------------------- | -------------------------------------- | -------------------------------------- | -------------------------------------- | -------------------------------------- | -------------------------------------- | -------------------------------------- | -------------------------------------- | -------------------------------------- | -------------------------------------- | -------------------------------------- | -------------------------------------- | -------------------------------------- | -------------------------------------- | -------------------------------------- | -------------------------------------- | -------------------------------------- | -------------------------------------- |
| Nummer                                 | 37                                     | 22                                     | 14                                     | 11                                     | 3                                      | 3                                      | 2                                      | 2                                      | 1                                      | 2                                      | 3                                      | 7                                      | 7                                      | 11                                     | 16                                     | 24                                     | 40                                     | uit                                    |

### NederlandseSingle Top 100
| Hitnotering: 19-06-2010 t/m 20-11-2010 | Hitnotering: 19-06-2010 t/m 20-11-2010 | Hitnotering: 19-06-2010 t/m 20-11-2010 | Hitnotering: 19-06-2010 t/m 20-11-2010 | Hitnotering: 19-06-2010 t/m 20-11-2010 | Hitnotering: 19-06-2010 t/m 20-11-2010 | Hitnotering: 19-06-2010 t/m 20-11-2010 | Hitnotering: 19-06-2010 t/m 20-11-2010 | Hitnotering: 19-06-2010 t/m 20-11-2010 | Hitnotering: 19-06-2010 t/m 20-11-2010 | Hitnotering: 19-06-2010 t/m 20-11-2010 | Hitnotering: 19-06-2010 t/m 20-11-2010 | Hitnotering: 19-06-2010 t/m 20-11-2010 | Hitnotering: 19-06-2010 t/m 20-11-2010 | Hitnotering: 19-06-2010 t/m 20-11-2010 | Hitnotering: 19-06-2010 t/m 20-11-2010 | Hitnotering: 19-06-2010 t/m 20-11-2010 | Hitnotering: 19-06-2010 t/m 20-11-2010 | Hitnotering: 19-06-2010 t/m 20-11-2010 | Hitnotering: 19-06-2010 t/m 20-11-2010 | Hitnotering: 19-06-2010 t/m 20-11-2010 | Hitnotering: 19-06-2010 t/m 20-11-2010 | Hitnotering: 19-06-2010 t/m 20-11-2010 | Hitnotering: 19-06-2010 t/m 20-11-2010 | Hitnotering: 19-06-2010 t/m 20-11-2010 |
| Week                                   | 1                                      | 2                                      | 3                                      | 4                                      | 5                                      | 6                                      | 7                                      | 8                                      | 9                                      | 10                                     | 11                                     | 12                                     | 13                                     | 14                                     | 15                                     | 16                                     | 17                                     | 18                                     | 19                                     | 20                                     | 21                                     | 22                                     | 23                                     |                                        |
| -------------------------------------- | -------------------------------------- | -------------------------------------- | -------------------------------------- | -------------------------------------- | -------------------------------------- | -------------------------------------- | -------------------------------------- | -------------------------------------- | -------------------------------------- | -------------------------------------- | -------------------------------------- | -------------------------------------- | -------------------------------------- | -------------------------------------- | -------------------------------------- | -------------------------------------- | -------------------------------------- | -------------------------------------- | -------------------------------------- | -------------------------------------- | -------------------------------------- | -------------------------------------- | -------------------------------------- | -------------------------------------- |
| Nummer                                 | 91                                     | 64                                     | 43                                     | 31                                     | 21                                     | 9                                      | 7                                      | 4                                      | 7                                      | 10                                     | 13                                     | 12                                     | 12                                     | 14                                     | 24                                     | 24                                     | 30                                     | 41                                     | 45                                     | 49                                     | 69                                     | 62                                     | 90                                     | uit                                    |

### VlaamseUltratop 50
| Hitnotering: 21-08-2010 t/m 30-10-2010 | Hitnotering: 21-08-2010 t/m 30-10-2010 | Hitnotering: 21-08-2010 t/m 30-10-2010 | Hitnotering: 21-08-2010 t/m 30-10-2010 | Hitnotering: 21-08-2010 t/m 30-10-2010 | Hitnotering: 21-08-2010 t/m 30-10-2010 | Hitnotering: 21-08-2010 t/m 30-10-2010 | Hitnotering: 21-08-2010 t/m 30-10-2010 | Hitnotering: 21-08-2010 t/m 30-10-2010 | Hitnotering: 21-08-2010 t/m 30-10-2010 | Hitnotering: 21-08-2010 t/m 30-10-2010 | Hitnotering: 21-08-2010 t/m 30-10-2010 | Hitnotering: 21-08-2010 t/m 30-10-2010 |
| Week                                   | 1                                      | 2                                      | 3                                      | 4                                      | 5                                      | 6                                      | 7                                      | 8                                      | 9                                      | 10                                     | 11                                     |                                        |
| -------------------------------------- | -------------------------------------- | -------------------------------------- | -------------------------------------- | -------------------------------------- | -------------------------------------- | -------------------------------------- | -------------------------------------- | -------------------------------------- | -------------------------------------- | -------------------------------------- | -------------------------------------- | -------------------------------------- |
| Nummer                                 | 47                                     | 30                                     | 21                                     | 22                                     | 18                                     | 27                                     | 26                                     | 26                                     | 36                                     | 39                                     | 44                                     | uit                                    |